# Leonid Dobyczin
Leonid Iwanowicz Dobyczin (ros. Леонид Иванович Добычин; ur. 5 czerwca?/17 czerwca lub 6 czerwca?/18 czerwca 1894 w Lucyniu, Imperium Rosyjskie, zm. oficjalnie 28 marca 1936 w Leningradzie, Rosyjska Federacyjna SRR) – rosyjski pisarz awangardowy.

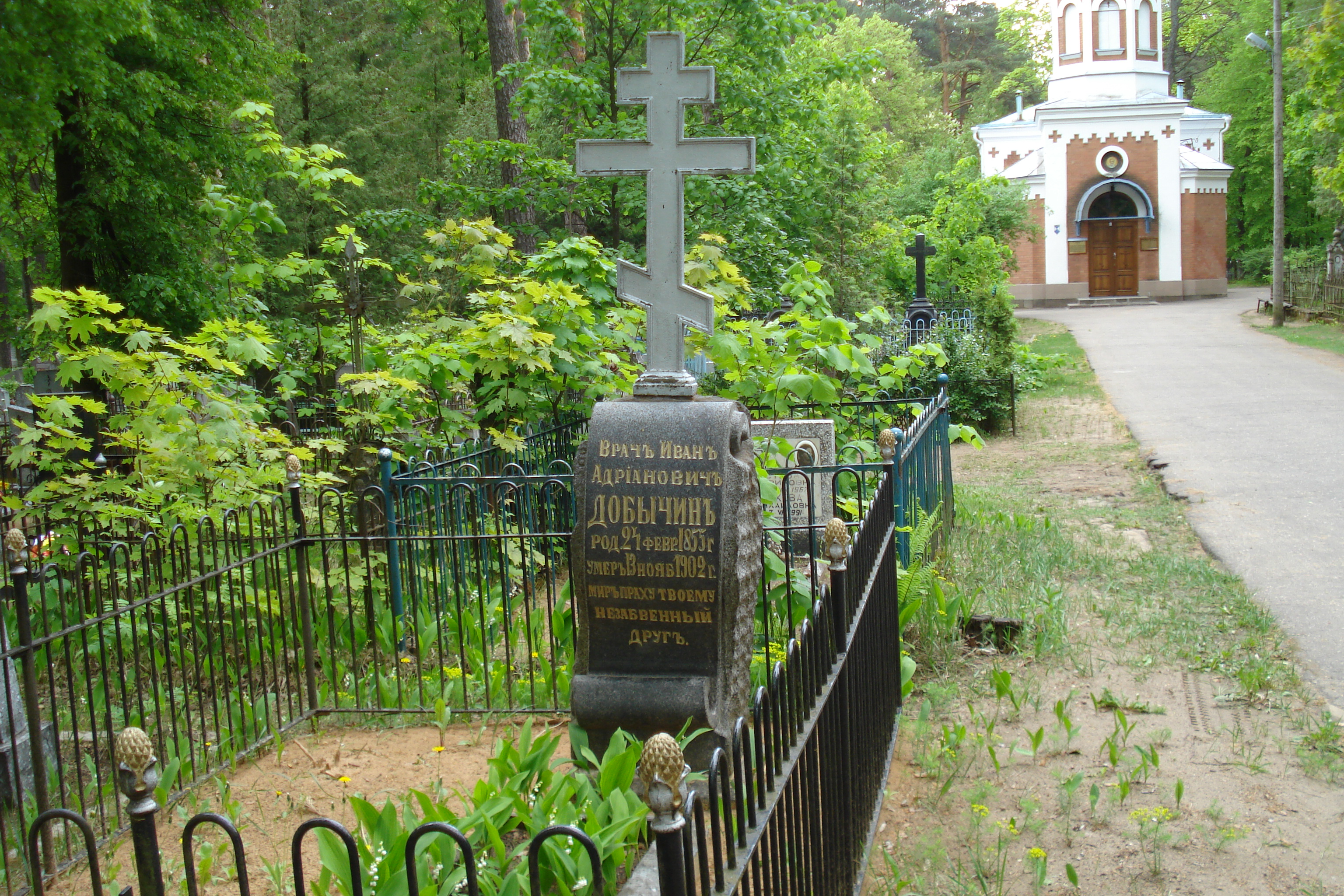
Grób lekarza Iwana Adrianowicza Dobyczina (1855–1902) – ojca pisarza – na prawosławnym cmentarzu w Dyneburgu (ob. na Łotwie)

## Życiorys
Urodził się w rodzinie lekarza i akuszerki jako najstarsze z pięciorga dzieci. W 1896 roku Dobyczinowie przenieśli się do Dźwińska, gdzie Leonid spędził dzieciństwo. W 1911 ukończył szkołę średnią (реальное училище) i zapisał się na Wydział Ekonomiczny Politechniki Petersburskiej im. Piotra Wielkiego, której prawdopodobnie jednak nie ukończył. Na początku roku 1918 przeniósł się do Briańska, skąd pochodził zmarły w 1902 roku ojciec i gdzie od pewnego czasu mieszkała reszta rodziny. Pracował jako statystyk, równocześnie zaczął pisać pierwsze opowiadania. W 1924 roku, dzięki Korniejowi Czukowskiemu zadebiutował w leningradzkim piśmie literackim „Russkij Sowriemiennik”. Począwszy od roku 1925 próbował przeprowadzić się do Leningradu, co ostatecznie udało mu się dopiero w 1934. Otrzymał pokój w „komunałce” (państwowym mieszkaniu, w którym każdy pokój zajmowała inna rodzina; łazienka i kuchnia były wspólne) przy ulicy Mojka 62. 
W 1936 roku rozpoczęła się nagonka na pisarza, związana z publikacją w „Prawdzie” (28 stycznia 1936) artykułu redakcyjnego Chaos zamiast muzyki (Сумбур вместо музыки), zawierającego bezpardonowy atak na Dmitrija Szostakowicza. Wydrukowana nieco wcześniej opowieść Dobyczina Miasto En (Город Эн) posłużyła jako pretekst do krytyki pisarza w duchu walki z „formalizmem”, do której sygnał dano we wspomnianym artykule. 25 marca 1936 w leningradzkim Domu Pisarza im. Włodzimierza Majakowskiego odbyło się gromiące Dobyczina zebranie literatów, z którego ten wyszedł, a po trzech dniach ślad po nim zaginął. Oficjalna wersja głosi, że popełnił samobójstwo w wodach Newy. Wbrew twierdzeniu Wieniamina Kawierina – przyjaciela pisarza, ciała nigdy nie odnaleziono.

### Kontrowersje związane z biografią
Poczynając od podstawowych dat narodzin i śmierci Dobyczina, przez miejsce urodzenia, ukończone studia itp. informacje biograficzne przedstawiane są przez piszących o nim autorów różnie. Polski tłumacz i komentator Henryk Chłystowski odnotowuje:

Napiętnowany i wyrzucony poza nawias oficjalnego życia literackiego, szybko został zapomniany i jako pisarz, i jako człowiek. Stąd między innymi bardzo skąpa dokumentacja biograficzna, dotycząca Dobyczina.

W źródłach – w tym w różnych wersjach językowych Wikipedii – można spotkać dwie daty urodzenia: 17 lub 18 czerwca; polscy autorzy podają datę 18 czerwca, powołując się na ustalenia Rosjan. Datę tę przytacza jeden z pierwszych badaczy twórczości pisarza Władimir Bachtin. Wersję 17 czerwca podają z kolei inni autorzy. Być może kontrowersja ta jest wynikiem błędnego przeliczenia dat ze starego na nowy styl, co mogłaby sugerować publikacja Aleksandry Pietrowej, która wymienia niedorzeczną datę 5(18) czerwca 1894, podczas gdy w XIX wieku różnica między kalendarzem juliańskim a gregoriańskim wynosiła 12 dni (5+12=17).
Rok urodzin Dobyczina podawany był błędnie jako 1896, co zostało zweryfikowane przez Władimira Bachtina oraz późniejszych komentatorów.
Podobne niejasności związane są z miejscem urodzenia pisarza, na co zwrócono uwagę w jednym z artykułów: 

W niektórych publikacjach biograficznych pojawia się informacja, jakoby Dobyczin urodził się w Dźwińsku w 1894 roku. Naprawdę jednak miejscem jego urodzenia jest Lucyn, obecna Ludza, a do Dźwińska rodzina przeniosła się dwa lata później.

Inna nierozstrzygnięta kwestia to wykształcenie. Część biografów pisze o skończonych studiach ekonomicznych, inni natomiast informują, że Dobyczin studia podjął, lecz ich nie ukończył. 
W ogóle niemożliwe w oparciu o dostępne źródła wydaje się ustalenie dokładnej daty śmierci pisarza (stąd chyba rozbieżności w różnych wersjach językowych Wikipedii). W polskich publikacjach można znaleźć informację o zebraniu w Domu Pisarzy w Leningradzie (25 marca 1936), na którym po raz ostatni widziano Dobyczina. Andriej Arjew wylicza jeszcze m.in., że 26 marca pisarz rozmawiał telefonicznie z przyjacielem Wieniaminem Kawierinem, a tajny informator NKWD o pseudonimie „Morskoj” – również przyjaciel pisarza – doniósł, że 28 marca o godzinie 11.30 Dobyczin opuścił mieszkanie i oddał klucze, mówiąc, że więcej do niego nie wróci. Wersję o samobójstwie pisarza podaje w wątpliwość Walerij Mieszkow.

## Dorobek literacki
Na niewielki dorobek literacki Dobyczina składają się opowiadania i mikropowieści, utrzymane w duchu literatury awangardowej, a zarazem kontynuujące tradycje satyry rosyjskiej. Wysoką ocenę badaczy uzyskała stylistyka jego prozy, narracja, eksperymenty z wykorzystaniem techniki montażu filmowego. Pozostawił po sobie również listy. 
Debiutował w 1924 roku opowiadaniem Spotkania z Liz (Встречи с Лиз) na łamach czasopisma „Russkij Sowriemiennik” (nr 4). Za życia opublikował jedynie dwa zbiorki opowiadań: Spotkania z Liz (Встречи с Лиз; 1927) i Portret (Портрет, 1931) oraz mikropowieść Miasto En (Город Эн, 1935). Między rokiem 1935 a 1971 nie ukazał się żaden utwór Dobyczina, w latach następnych zaś – aż do pieriestrojki – zaledwie dwa opowiadania, opublikowane jako część wspomnień Wieniamina Kawierina. 
Kolejnym wydaniom krajowym otworzyła drogę dopiero pieriestrojka (poczynając od 1987). Niektóre nieznane utwory ukazały się po upadku ZSRR, np. mikropowieść Rodzina Szury (Шуркина родня) w 1993.
Od lat 80. XX wieku zaczęto tłumaczyć dzieła Dobyczina na języki obce, w tym na niemiecki, włoski i angielski. W 1999 nakładem wydawnictwa Czytelnik ukazał się pierwszy i jedyny przekład na język polski.

## Ocena
Twórczość Dobyczina za życia pisarza otrzymała tylko jedną dobrą recenzję oraz kilka negatywnych. W 1936 roku została oficjalnie potępiona na fali krytyki „naturalizmu” i „formalizmu” w sztuce. Mimo znikomej obecności dzieł w obiegu literackim w czasach radzieckich, a także wciąż jeszcze niepełnego docenienia dorobku, doczekał się pisarz ocen najwyższych. Arkadij Lwow przytacza dialog jednego z uczestników spotkania na Uniwersytecie Harvarda z Josifem Brodskim wkrótce po otrzymaniu przez niego literackiej Nagrody Nobla w 1987:

– Kogo uważa Pan za największego rosyjskiego prozaika w literaturze porewolucyjnej? Brodski zamyślił się, a z różnych stron posypały się podpowiedzi: Bułhakow, Płatonow, Babel, Zoszczenko... – Dobyczin – powiedział szybko Brodski. – Leonid Dobyczin.

Jadwiga Szymak-Reiferowa, autorka jedynego polskiego studium twórczości pisarza, nadała swej pracy tytuł Proza Leonida Dobyczina – brakujące ogniwo w historii rosyjskiej awangardy.